# Mats Odell

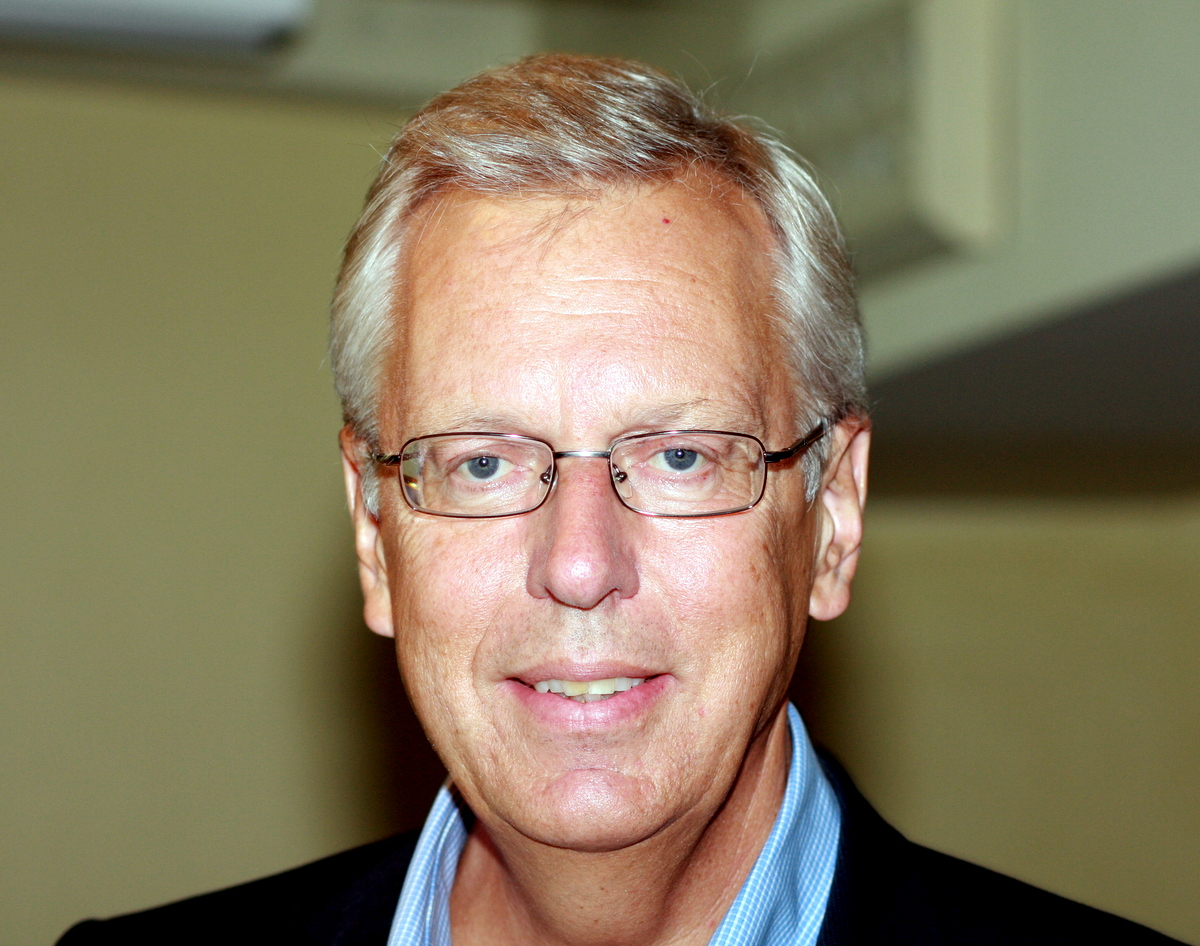
Mats Odell (2009)

Mats Christer Johannes Odell (* 30. April 1947 in Värnamo) ist ein schwedischer Politiker der Christdemokraten (Kristdemokraterna), der zwischen 1991 und 1994 sowie zwischen 2006 und 2010 verschiedene Ministerposten in der schwedischen Regierung bekleidete. 
Odell studierte von 1968 bis 1973 an der Universität Stockholm Wirtschaftswissenschaften und begann seine politische Karriere 1974 als Vorsitzender der Christdemokratischen Jugendliga (bis 1981). 1988 wurde er in das Präsidium der Christdemokraten gewählt und bei den Wahlen 1991 konnte er in den Reichstag einziehen. In der bürgerlichen Koalitionsregierung, die von 1991 bis 1994 amtierte, bekleidete er das Amt des Kommunikationsministers.
Wieder in der Opposition, war er von 1994 bis 2006 wirtschaftspolitischer Sprecher seiner Fraktion. Seit 2005 war Odell zweiter stellvertretender Vorsitzender der Christdemokraten; nach dem Rücktritt des langjährigen Parteichefs Alf Svensson bewarb er sich neben Göran Hägglund und Maria Larsson um den Vorsitz, zog aber seine Bewerbung vor der Wahl wieder zurück. 2006 wurde er nach der Wahl zum schwedischen Reichstag und dem Sieg der bürgerlichen Allianz für Schweden Minister für Kommunal- und Finanzmarktfragen im Finanzministerium. Im Oktober 2010 trat er im Zusammenhang mit einer größeren Umbildung der Regierung zurück und war bis 2012 Fraktionsvorsitzender der Christdemokraten im Reichstag.
Nach einem vergeblichen Versuch, Parteichef Hägglund wegen sinkender Umfragewerte auf dem Parteitag im Jahr 2012 abzulösen, wurde Odell, der dem konservativeren Flügel der Christdemokraten angehört, als Fraktionsvorsitzender abgelöst.